# ГАЕС Омаругава
ГАЕС Омаругава (小丸川発電所) – гідроакумулювальна електростанція в Японії на острові Кюсю. 

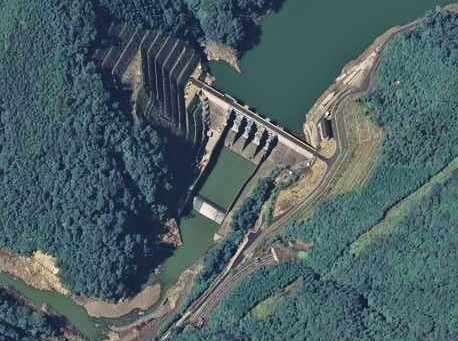
Гребля нижнього резервуару

Нижній резервуар створили на річці Омаругава, яка на східному узбережжі острова впадає до Тихого океану. Тут звели бетонну гравітаційну греблю висотою 48 метрів та довжиною 185 метрів, яка потребувала 134 тис м3 матеріалу. Вона утримує водосховище з площею поверхні 0,41 км2 та об’ємом 6,9 млн м3 (корисний об’єм 5,6 млн м3).
Верхній резервуар створили на річечці Осеучітанігава, правій притоці Омаругави. Для цього звели насипну греблю із асфальтобетонним покриттям висотою 66 метрів та довжиною 166 метрів, котра потребувала 0,9 млн м3 матеріалу. Крім того, для закриття сідловини знадобилась ще одна споруда того ж типу висотою 43 метра та довжиною 140 метрів, на яку витратили 0,4 млн м3 матеріалу. Разом вони утримують водосховище з площею поверхні 0,27 км2 та об’ємом 6,2 млн м3 (корисний об’єм 5,6 млн м3).
Машинний зал споруджений у підземному виконанні та з’єднаний з резервуарами двома трасами, кожна з яких має довжину біля 2,8 км та включає тунелі і напірний трубопровід.
Основне обладнання становлять чотири оборотні турбіни типу Френсіс потужністю по 300 МВт, які використовують напір у 646 метрів.